# Руцевко
Руцевко (пол. Rucewko) — село в Польщі, у гміні Злотники-Куявські Іновроцлавського повіту Куявсько-Поморського воєводства.
Населення — 266 осіб (2011).
У 1975-1998 роках село належало до Бидгощського воєводства.

## Демографія
Демографічна структура станом на 31 березня 2011 року:
|          | Загалом | Допрацездатний вік | Працездатний вік | Постпрацездатний вік |
| -------- | ------- | ------------------ | ---------------- | -------------------- |
| Чоловіки | 146     | 28                 | 108              | 10                   |
| Жінки    | 120     | 24                 | 69               | 27                   |
| Разом    | 266     | 52                 | 177              | 37                   |